# Грушинська сільська рада (Первомайський район)
Гру́шинська сільська́ ра́да — адміністративно-територіальна одиниця та орган місцевого самоврядування в Первомайському районі Харківської області. Адміністративний центр — село Грушине.

## Загальні відомості
Грушинська сільська рада утворена в 1918 році.
- Територія ради: 63,32 км²
- Населення ради: 1 404 особи (станом на 2001 рік)
- Територією ради протікає річка Оріль.

## Населені пункти
Сільській раді підпорядковані населені пункти:
- с. Грушине
- с. Високе
- с. Калинівка
- с. Караченців
- с. Кашпурівка
- с. Маслівка

### Колишні населені пункти
- Водяне

## Склад ради
Рада складається з 16 депутатів та голови.
- Голова ради: Воловик Ганна Григорівна
- Секретар ради: Засуха Ілона Лазарівна

### Керівний склад попередніх скликань
| Прізвище, ім'я, по батькові | Основні відомості                                                         | Дата обрання | Дата звільнення |
| --------------------------- | ------------------------------------------------------------------------- | ------------ | --------------- |
| Воловик Ганна Григорівна    | Сільський голова, 1964 року народження, освіта вища, член Народної партії | 26.03.2006   | 31.10.2010      |
| Воловик Ганна Григорівна    | Сільський голова, 1964 року народження, освіта вища, член Партії регіонів | 31.10.2010   |                 |

Примітка: таблиця складена за даними сайту Верховної Ради України

### Депутати
За результатами місцевих виборів 2010 року депутатами ради стали:

#### За суб'єктами висування
| Суб'єкт висування            | Кількість обраних депутатів | %    |
| ---------------------------- | --------------------------- | ---- |
| Партія регіонів              | 11                          | 68,8 |
| Комуністична партія України  | 3                           | 18,8 |
| Самовисування                | 1                           | 6,3  |
| Соціалістична партія України | 1                           | 6,3  |

#### За округами
| № округу                     | Прізвище, ім'я, по батькові    | Дата визнання обраним | Освіта             | Партійна приналежність             | Відомості про обраного депутата                             |
| ---------------------------- | ------------------------------ | --------------------- | ------------------ | ---------------------------------- | ----------------------------------------------------------- |
| Комуністична партія України  |                                |                       |                    |                                    |                                                             |
| 3                            | Павленко Віра Михайлівна       | 01.11.2010            | вища               | член Партії регіонів               | пенсіонер                                                   |
| 15                           | Лукінова Катерина Іванівна     | 01.11.2010            | середня спеціальна | член Комуністичної партії України  | пенсіонер                                                   |
| 16                           | Федотов Геннадій Олексійович   | 01.11.2010            | середня спеціальна | член Комуністичної партії України  | приватний підприємець                                       |
| Партія регіонів              |                                |                       |                    |                                    |                                                             |
| 1                            | Засуха Ілона Лазарівна         | 01.11.2010            | середня спеціальна | член Партії регіонів               | Грушинська сільська рада, секретар                          |
| 2                            | Даценко Алла Олександрівна     | 01.11.2010            | середня спеціальна | член Партії регіонів               | Грушинська загальноосвітня школа, бібліотекар               |
| 4                            | Воловик Віктор Олександрович   | 01.11.2010            | вища               | член Партії регіонів               | ТОВ"Орількалатінвест", головний інженер електрик            |
| 5                            | Тимченко Пелагея Анатоліївна   | 01.11.2010            | середня спеціальна | член Партії регіонів               | Грушинська сільська рада, спеціаліст ІІ категорії           |
| 7                            | Саприкіна Тетяна Вікторівна    | 01.11.2010            | вища               | член Партії регіонів               | Грушинська сільська рада, завідувачка дитячого садка        |
| 8                            | Полохой Володимир Євгенович    | 27.12.2010            | середня            | позапартійний                      | тимчасово не працює                                         |
| 9                            | Чухлатий Валерій Іванович      | 01.11.2010            | вища               | позапартійний                      | ТОВ"Орількалатінвест", інженер механік                      |
| 11                           | Востренко Микола Олександрович | 01.11.2010            | вища               | член Партії регіонів               | тимчасово не працює                                         |
| 12                           | Кобєлєв Володимир Миколайович  | 01.11.2010            | середня            | член Партії регіонів               | ТОВ «Орількалатінвест», механізатор                         |
| 13                           | Мєшечко Ганна Дмитрівна        | 01.11.2010            | середня спеціальна | член Партії регіонів               | пенсіонер                                                   |
| 14                           | Пісклова Лідія Іванівна        | 01.11.2010            | середня спеціальна | член Партії регіонів               | пенсіонер                                                   |
| Соціалістична партія України |                                |                       |                    |                                    |                                                             |
| 6                            | Толста Оксана Вікторівна       | 01.11.2010            | вища               | член Соціалістичної партії України | Грушинська загальноосвітня школа, вчитель початкових класів |
| Самовисування                |                                |                       |                    |                                    |                                                             |
| 10                           | Чухлатий Олександр Миколайович | 01.11.2010            | вища               | член Партії регіонів               | тимчасово не працює                                         |